# Jesús Herrada
Jesús Herrada López (Mota del Cuervo, 26 luglio 1990) è un ciclista su strada spagnolo che corre per il team Cofidis. Professionista dal 2011, nel 2013 e nel 2017 ha vinto il titolo nazionale in linea. È fratello di José Herrada, anche'egli ciclista professionista.

## Carriera
Herrada già nelle categorie giovanili con la Caja Rural colse diversi risultati, con quattro vittorie nei campionati nazionali tra juniores e under-23. Sin dal 2007 veste la maglia della nazionale spagnola, prima nelle competizioni riservate agli juniores, poi anche Under-23 (a Geelong nel 2010) ed élite (a Copenaghen nel 2011).
Proprio il 2011 è il suo primo anno da professionista con la divisa della Movistar. Inizia a confrontarsi quindi con le gare del calendario World Tour, anche se i migliori piazzamenti li coglie nelle gare del circuito continentale europeo e ai campionati nazionali élite, dove termina al quarto posto sia la prova a cronometro sia quella in linea. Dopo la squalifica di Alberto Contador, giunto secondo nella prova in linea, guadagna una posizione a tavolino. Nel 2012 coglie la sua prima vittoria, aggiudicandosi la seconda tappa della Vuelta a Asturias, mentre nei campionati nazionali conferma una buona prestazione a cronometro, terminando sesto.
Il 2013 inizia sin da gennaio, con il Tour de San Luis, dove tuttavia non coglie piazzamenti nei primi e termina diciannovesimo in generale. Poche settimane dopo coglie due piazzamenti tra i primi dieci alla Volta ao Algarve, in Portogallo, terminando quarto nella seconda tappa e nono nella terza, concludendo all'undicesimo nella generale. In giugno arriva la prima vittoria stagionale, con il titolo di campione nazionale in linea, e alla fine di agosto il successo nella quinta tappa del Tour du Poitou-Charentes, che chiude al secondo posto, 23" dietro Thomas Voeckler. Con la Movistar partecipa poi ai campionati del mondo in Toscana, nella cronometro a squadre che concludono al decimo posto.

## Palmarès
- 2007 (Juniores)

Campionati spagnoli, Prova a cronometro Juniores
- 2008 (Juniores)

4ª tappa Vuelta al Besaya
Campionati spagnoli, Prova a cronometro Juniores
1ª tappa Tour d'Istrie
- 2009 (Caja Rural Amateur)

Campionati spagnoli, Prova a cronometro Under-23
- 2010 (Caja Rural Amateur)

Subida a Gorla
Campionati spagnoli, Prova a cronometro Under-23
3ª tappa Vuelta a la Comunidad de Madrid Sub23
Memorial Jesús Loroño
- 2012 (Movistar, una vittoria)

2ª tappa 1ª semitappa Vuelta a Asturias (Teverga > Avilés)
- 2013 (Movistar, due vittorie)

Campionati spagnoli, Prova in linea
5ª tappa Tour du Poitou-Charentes (Ruelle-sur-Touvre > Poitiers)
- 2014 (Movistar, una vittoria)

1ª tappa Route du Sud (Lecture > Payolle/Campan)
5ª tappa Tour du Poitou-Charentes (Lezay > Poitiers)
- 2015 (Movistar, due vittorie)

2ª tappa Vuelta a Asturias (Ribera > Oviedo)
2ª tappa Tour du Limousin (Arnac-Pompadour > Lissac-sur-Couze)
- 2016 (Movistar, una vittoria)

2ª tappa Critérium du Dauphiné (Crêches-sur-Saône > Chalmazel-Jeansagnière)
- 2017 (Movistar, una vittoria)

Campionati spagnoli, Prova in linea
- 2019 (Cofidis, sei vittorie)

Trofeo Ses Salines, Campos, Porreres, Felanitx
3ª tappa Tour de Luxembourg (Mondorf > Diekirch)
4ª tappa Tour de Luxembourg (Mersch > Lussemburgo)
Classifica generale Tour de Luxembourg
Mont Ventoux Dénivelè Challenges
6ª tappa Vuelta a España (Mora de Rubielos > Ares del Maestrat)
- 2021 (Cofidis, una vittoria)

Trofeo Serra de Tramuntana
- 2022 (Cofidis, due vittorie)

Classic Grand Besançon Doubs
7ª tappa Vuelta a España (Camargo > Cistierna)
- 2023 (Cofidis, tre vittorie)

2ª tappa Tour of Oman (Sultan Qaboos University > Qurayyat)
Tour du Doubs
11ª tappa Vuelta a España (Lerma > Laguna Negra de Urbión)

### Altri successi
- 2011 (Movistar)

3ª tappa Vuelta a Burgos (Pradoluengo > Belorado, cronosquadre)
Classifica giovani Vuelta a la Comunidad de Madrid
- 2013 (Movistar)

Classifica giovani Tour du Poitou-Charentes
- 2014 (Movistar)

Classifica giovani Tour de Romandie
Classifica giovani Tour du Poitou-Charentes
- 2015 (Movistar)

Classifica a punti Vuelta a Asturias
- 2019 (Cofidis, una vittoria)

Classifica a punti Tour de Luxembourg

## Piazzamenti

### Grandi Giri
- Giro d'Italia

2015: 74º
- Tour de France

2014: 61º
2016: ritirato (15ª tappa)
2017: 97º
2018: 47º
2019: 20º
2020: 44º
2021: 87º
2024: non partito (13ª tappa)
- Vuelta a España

2018: 21º
2019: non partito (17ª tappa)
2021: 38º
2022: 55º
2023: 83º
2024: 85º

### Classiche monumento
- Giro delle Fiandre

2011: ritirato
2012: ritirato
2013: ritirato
- Parigi-Roubaix

2012: ritirato
2013: ritirato
2014: ritirato
2015: ritirato
- Liegi-Bastogne-Liegi

2011: ritirato
2014: 87º
2017: 116º
2018: 17º
2019: 28º
2020: 26º
2021: 37º
2022: ritirato
2023: ritirato
2024: 100º
- Giro di Lombardia

2011: ritirato
2013: ritirato
2014: ritirato
2017: ritirato
2020: 15º
2022: 48º

### Competizioni mondiali
- Campionati del mondo su strada

Aguascalientes 2007 - In linea Juniores: 77º
Città del Capo 2008 - Cronometro Juniores: 34º
Città del Capo 2008 - In linea Juniores: 27º
Geelong 2010 - Cronometro Under-23: 8º
Geelong 2010 - In linea Under-23: 40º
Copenaghen 2011 - Cronometro Elite: 39º
Toscana 2013 - Cronosquadre: 10º
Ponferrada 2014 - In linea Elite: 79º
Bergen 2017 - In linea Elite: 106º
Innsbruck 2018 - In linea Elite: 61º
Imola 2020 - In linea Elite: 28º
Glasgow 2023 - In linea Elite: ritirato
- Giochi olimpici

Tokyo 2020 - In linea: 62º

### Competizioni europee
- Campionati europei su strada

Verbania 2008 - Cronometro Junior: 21º
Verbania 2008 - In linea Junior: 22º
Ankara 2010 - Cronometro Under-23: 6º
Ankara 2010 - In linea Under-23: 62º
Herning 2017 - In linea Elite: 82º
Glasgow 2018 - In linea Elite: 4º
- Giochi europei

Baku 2015 - Cronometro Elite: 9º
Baku 2015 - In linea Elite: 4º